# Aiguille de Bonalex
L'Aiguille de Bonalex (toponimo reso anche in Aiguille de Bonalè - 3.201 m s.l.m.) è una montagna Catena Grande Rochère-Grand Golliaz nelle Alpi Pennine. Si trova in Valle d'Aosta.

## Caratteristiche

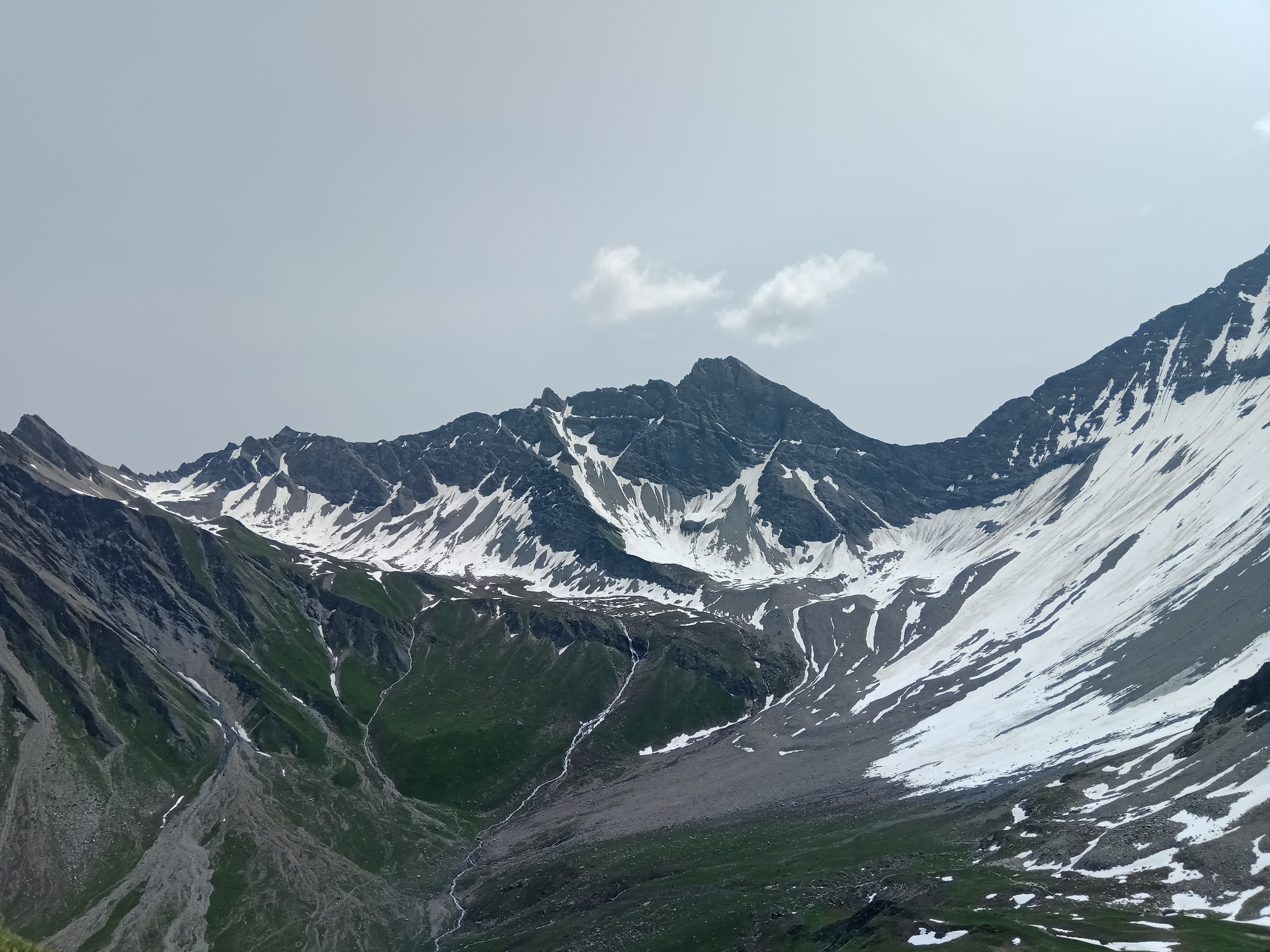
La montagna vista dalla val Ferret e collocata tra il colle di Bonalex ed il col de Malatra.

La montagna fa parte del gruppo della Grande Rochère e si trova appena a nord-est della Grande Rochère. È collocata lungo la creta di vette tra la Val Ferret ed il vallone di Planaval sopra La Salle.

## Salita alla vetta
Si può salire sulla vetta partendo da Planaval località di La Salle. Si tratta di risalire il vallone fino al colle di Bonalex (2.922 m) che la separa dalla Grande Rochère ed, infine, si risale la cresta sud-ovest.